# Fidel Castro
Fidel Castro (tên khai sinh: Fidel Alejandro Castro Ruz; tiếng Tây Ban Nha: [fiˈðel aleˈxandɾo ˈkastɾo ˈrus]; 13 tháng 8 năm 1926 – 25 tháng 11 năm 2016) là một nhà cách mạng và chính khách người Cuba. Ông là lãnh tụ của Cuba từ năm 1959 tới năm 2008, từng giữ chức vụ thủ tướng từ năm 1959 tới năm 1976 và chủ tịch nước từ năm 1976 tới năm 2008. Với ý thức hệ Marx–Lenin và dân tộc chủ nghĩa, ông cũng giữ chức Bí thư thứ nhất Đảng Cộng sản Cuba từ năm 1965 tới năm 2011. Dưới sự lãnh đạo của ông, Cuba đã trở thành một nhà nước cộng sản đơn đảng, với nền công – doanh nghiệp được quốc hữu hóa và các chính sách cải cách xã hội chủ nghĩa được đưa vào thực tiễn.
Sinh ra ở Birán, là con trai của một phú nông người Tây Ban Nha, Castro lĩnh hội chính trị cánh tả phản đế trong thời gian học luật tại Đại học La Habana. Sau khi tham gia nhiều cuộc biến loạn chống các chính phủ cánh hữu ở Cộng hòa Dominica và Colombia, ông đã lên kế hoạch lật đổ Tổng thống độc tài Cuba Fulgencio Batista, thực hiện một cuộc tấn công bất thành nhắm vào Doanh trại Moncada vào năm 1953. Sau một năm tù ngục, ông sang Mexico và thành lập hội nhóm cách mạng có tên là Phong trào 26 tháng 7 cùng em trai Raúl Castro và đồng chí Ernesto "Che" Guevara. Trở lại Cuba, ông lãnh đạo Cách mạng Cuba và tiến hành chiến tranh du kích chống lại các lực lượng thân Batista tại vùng núi Sierra Maestra. Sau khi Batista bị lật đổ vào năm 1959, ông đảm nhận chức trách thủ tướng Cuba. Với biến chuyển chính trị này, Hoa Kỳ trở nên thù địch với chính phủ Castro và cố gắng loại bỏ ông bằng nhiều thủ đoạn mưu sát, trừng phạt kinh tế và kích động phản cách mạng, tiểu biểu là sự kiện Vịnh Con lợn vào năm 1961. Đáp lại, Castro liên kết với Liên Xô và cho phép chính quyền nước này đặt tên lửa hạt nhân trên quốc đảo, dẫn đến vụ khủng hoảng tên lửa Cuba vào năm 1962 – một trong những sự kiện định hình Chiến tranh Lạnh.
Tiếp thu mô hình phát triển Marx–Lenin và với sự lãnh đạo của Đảng Cộng sản Cuba, Castro đã thực thi các chính sách hoạch định kinh tế, mở rộng nền y tế và giáo dục nhà nước, bên cạnh đó là sự kiểm soát báo chí và trấn áp những người bất đồng chính kiến. Về đối ngoại, ông ủng hộ các đảng phái cách mạng phản đế, hậu thuẫn cho sự thành lập của các chính phủ Marxist ở Chile, Nicaragua và Grenada, đồng thời cử quân đội hỗ trợ các đồng minh trong Chiến tranh Yom Kippur, Ogaden và Angola. Những quyết sách này, song hành vai trò lãnh đạo của Castro trong Phong trào Không liên kết giai đoạn 1979–1983 và việc xuất khẩu an sinh y tế, đã củng cố đáng kể uy tín của Cuba trên trường quốc tế. Theo sau sự sụp đổ của Liên Xô vào năm 1991, ông đã dẫn dắt Cuba thoát khỏi cuộc suy thoái kinh tế "Thời kỳ Đặc biệt", đồng thời tiếp thu các tư tưởng mới về bảo vệ môi trường và chống toàn cầu hóa. Vào thập niên 2000, ông liên minh với các chính phủ Mỹ Latinh "thủy triều hồng" – đơn cử như với Hugo Chávez của Venezuela – và đẩy mạnh hợp tác với Liên minh Bolivar vì Mỹ Châu. Năm 2006, ông chuyển giao chức trách cho Phó Chủ tịch nước Raúl Castro, người sau đó được Quốc hội Cuba bầu lên làm chủ tịch nước vào năm 2008.
Với tư cách nguyên thủ quốc gia không phải quý tộc tại nhiệm lâu nhất thế kỷ thứ 20 và 21, Castro là một nhân vật gây chia rẽ dư luận thế giới. Những người ủng hộ Castro coi ông là vị lãnh tụ đấu tranh cho sự nghiệp xã hội chủ nghĩa và phản đế chủ nghĩa, có công thành lập chính phủ cách mạng đã góp phần đảm bảo sự công bình kinh tế – xã hội và nền độc lập tự chủ của Cuba trước bá quyền Hoa Kỳ. Trái lại, những người phản đối Castro cho rằng ông là một nhà độc tài, chịu trách nhiệm lập ra một chế độ chèn ép nhân quyền, khiến nhiều người Cuba phải tị nạn cũng như làm bần cùng nền kinh tế nước mình.

## Đầu đời và sự nghiệp

### Thiếu thời: 1926–1947
Fidel Alejandro Castro Ruz chào đời ngày 13 tháng 8 năm 1926 tại nông trang của thân phụ. Cha ông, Ángel Castro y Argiz, là một cựu chiến binh của cuộc chiến Mỹ – Tây Ban Nha, nhập cư Cuba từ Galicia, Tây Ban Nha. Ông gây dựng gia tài bằng nghề trồng mía tại nông trang Las Manacas ở Birán, bấy giờ thuộc tỉnh Oriente của Cuba (nay là tỉnh Holguín). Sau cuộc hôn đầu tan vỡ, Ángel dan díu với người hầu nữ Lina Ruz González (1903–1963) – quê gốc Canaria – và cưới bà làm vợ; họ có với nhau bảy người con, trong đó có Fidel Castro. Khi lên sáu, Castro được gửi đi tá túc nhà thầy giáo ở Santiago de Cuba, rồi được rửa tội và kết nạp vào Giáo hội Công giáo La Mã khi lên tám. Castro theo học trường nội trú La Salle Công giáo ở Santiago, sau chuyển sang học Trường Dolores của Dòng Tên ở Santiago.

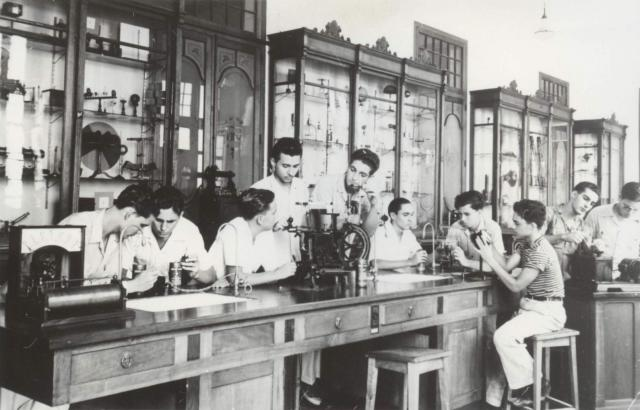
Castro (thứ hai từ trái sang) tại Đại học Belén, La Habana, vào năm 1943

Năm 1942, Castro theo học Đại học Belén của Dòng Tên ở La Habana. Tuy có hứng thú với lịch sử, địa lý và tranh biện tại Đại học Belén, thành tích học tập trên lớp của Castro lại không quá xuất sắc, thay vào đó đam mê chơi thể thao. Năm 1945, Castro bắt đầu học luật tại Đại học La Habana. Tuy thừa nhận là bấy giờ "chẳng biết gì về chính trị", Castro vẫn tích cực tham gia các phong trào vận động sinh viên và văn hóa gangsterismo bạo lực ở đại học. Sau khi bị thuyết phục bởi chủ nghĩa phản đế và tỏ ra bất bình trước sự can thiệp quân sự của Hoa Kỳ ở Caribê, ông đã vận động ban chủ tịch của Liên hiệp Hội sinh viên Đại học với khẩu hiệu "thành thật, tử tế và công bình" nhưng bất thành. Castro chỉ trích thực trạng tham nhũng và bạo lực dưới thời Tổng thống Ramón Grau, theo đó ông đã gây chú ý với bài diễn thuyết đả kích chính phủ vào tháng 11 năm 1946 xuất hiện trên nhiều mặt báo.
Năm 1947, Castro gia nhập Đảng Nhân dân Cuba (hay Đảng Chính thống; Partido Ortodoxo), một chính đảng được thành lập bởi Eduardo Chibás. Là một nhân vật có sức hút mãnh liệt, Chibás lên tiếng vì công bằng xã hội, chính phủ cởi mở và tự do chính trị; trong khi đảng của ông phát lộ nạn tham nhũng trong giới chức và đấu tranh đòi cải cách. Tuy Chibás về thứ ba trong cuộc tổng tuyển cử năm 1948, Castro vẫn rất tin tưởng sự nghiệp chính trị của vị này. Trong bối cảnh Grau trọng dụng côn đồ làm cảnh sát, cường độ của các cuộc ẩu đả với sinh viên tăng cao. Bất chấp những lời đe dọa tính mạng buộc ông rời đại học, Castro bắt đầu mang theo một khẩu súng bên mình và kết đoàn với những người bạn vũ trang. Về sau, những kẻ bất đồng chính kiến chống Castro cáo buộc ông từng thực hiện các vụ ám sát liên quan đến băng đản trong thời gian này, song những lời lẽ ấy chưa có bằng chứng vững chãi. Nhà sử học người Mỹ John Lewis Gaddis bình chú rằng, Castro "khởi nghiệp là một nhà cách mạng chưa có ý thức hệ: ông là một chính trị gia sinh viên, rồi thành giang hồ đường phố, rồi thành người lính du kích, [ngoài ra còn] là một người say mê đọc sách, một nhà diễn thuyết dài dòng, và một cầu thủ bóng chày khá giỏi".

### Nổi loạn và Chủ nghĩa Marx: 1947–1950
– Fidel Castro nói về Bogotazo vào năm 2009, tạm dịch theo Castro & Ramonet (2009:98).
Tháng 6 năm 1947, Castro biết về một cuộc viễn chinh đã được lên kế hoạch nhằm lật đổ chính phủ cánh hữu của Rafael Trujillo, một đồng minh của Hoa Kỳ ở Cộng hòa Dominica. Với tư cách là Chủ tịch Ủy ban Đại học về Dân chủ ở Cộng hòa Dominica, Castro tình nguyện tham gia cuộc viễn chinh. Lực lượng của họ bao gồm 1.200 binh lính, hầu hết là người Cuba và Dominica lưu vong, dự định xuất cảnh Cuba vào tháng 7 năm 1947. Chính phủ Grau ngăn chặn cuộc viễn chinh dưới sức ép của Hoa Kỳ; Castro và nhiều chiến hữu của ông trốn thoát khỏi vụ bắt bớ. Quay về La Habana, Castro dẫn đầu nỗ lực biểu tình phản đối các vụ sát hại sinh viên đại học bởi cận vệ của chính phủ. Làn sóng bất bình này, đồng thời với một cuộc đàn áp những người bị tình nghi là cộng sản, đã dẫn đến các vụ ẩu đả bạo lực giữa người biểu tình và cảnh sát vào tháng 2 năm 1948, khiến Castro bị đánh bầm dập. Tại thời điểm này, các bài diễn văn của ông nghiêng hơn về cánh tả, chỉ trích sự bất công kinh tế – xã hội ở Cuba, thay vì chỉ xoáy vào phê phán tệ tham nhũng và chủ nghĩa đế quốc Mỹ như trong các bài diễn văn cũ.
Tháng 4 năm 1948, Castro lữ hành tới Bogotá, Colombia, dẫn đầu một nhóm sinh viên Cuba được tài trợ bởi Tổng thống Argentina Juan Perón. Tại đây, vụ ám sát thủ lĩnh cánh tả nổi tiếng Jorge Eliécer Gaitán Ayala đã kích động xung đột giữa Đảng Bảo thủ cầm quyền – với sự hậu thuẫn của quân đội – và Đảng Tự do. Castro gia nhập Đảng Tự do và trộm súng từ đồn cảnh sát, song các cuộc điều tra sau đó cho thấy ông chưa từng giết một người nào bằng khẩu súng đó. Tháng 4 năm 1948, sự thành lập của Tổ chức các Quốc gia châu Mỹ tại Bogotá đã dấy lên một cuộc bạo động có sự tham gia của Castro.

## Cống hiến
Castro có quan điểm kiên định về đạo đức. Ông tin rằng rượu cồn, ma túy, đánh bạc và mại dâm là những tội lỗi lớn. Ông coi sòng bạc và các câu lạc bộ đêm là nguồn gốc của sự cám dỗ và suy đồi đạo đức nên sau khi lên nắm quyền (năm 1961), ông đã đề ra luật đóng cửa những cơ sở này. Hiện nay, Cuba là nước có tỷ lệ tội phạm thấp nhất tại khu vực châu Mỹ.
Trong chế độ Batista, nhiều cơ sở dịch vụ thể hiện sự phân biệt chủng tộc khi có 2 khu dành riêng cho người da đen và da trắng (bể bơi, bãi biển, khách sạn, nghĩa địa,...). Fidel đã xóa bỏ tất cả những sự phân biệt này, ông cấm các khu dịch vụ mở những khu vực dành riêng cho mỗi chủng tộc, tất cả mọi người đều bình đẳng khi sử dụng dịch vụ.
Trong suốt giai đoạn lãnh đạo của mình, Fidel rất quan tâm tới phúc lợi xã hội cho người dân (giáo dục, y tế,...). Trước cuộc cách mạng, 23,6% dân số Cuba mù chữ. Tại các vùng nông thôn, trên 50% dân số không biết đọc biết viết và 61% trẻ em không có cơ hội tới trường. Castro đã yêu cầu các sinh viên thành phố về nông thôn để dạy người dân biết chữ. Cuba giương cao khẩu hiệu: "Nếu bạn không biết, hãy học. Nếu bạn biết, hãy dạy", nhờ vậy nạn mù chữ được thanh toán. Giáo dục ở Cuba hiện nay là miễn phí ở tất cả các cấp học dưới sự kiểm soát của Nhà nước Xã hội chủ nghĩa, không có chuyện trẻ em bị thất học vì đói nghèo.
Tháng 1 năm 1998, Fidel Castro đã nói về một trong những thành tựu mà ông coi là lớn nhất trong cuộc đời mình:
| “              | Đêm nay có hàng triệu trẻ em phải ngủ ngoài đường. Nhưng không có trẻ em nào trong số đó là người Cuba" | ” |
| — Fidel Castro | |   |

Chính quyền Cuba điều hành hệ thống y tế toàn dân và tự gánh trách nhiệm tài chính và quản lý cho toàn bộ hệ thống. Trước cách mạng, Cuba chỉ có 6.000 bác sĩ, 64% số này làm việc ở La Habana, nơi sinh sống của đại đa số những người giàu có nhất. Fidel Castro đã yêu cầu các bác sĩ phải được phân bổ đều khắp đất nước, đồng thời cho xây dựng ba trường đại học y khoa mới. Bất kỳ hoạt động y tế nào mang tính chất tư nhân để thu lợi nhuận đều bị Chính phủ Cuba nghiêm cấm. Năm 1976, chương trình chăm sóc sức khỏe Cuba được đưa thành điều 50 của Hiến pháp Cuba, theo đó quy định rằng "tất cả mọi người được quyền bảo vệ và chăm sóc sức khỏe miễn phí".
Một số thống kê về Cuba được tờ Independent của Anh nêu ra về y tế Cuba vào năm 2006:
- Tuổi thọ bình quân: nam 75,11; nữ: 79,85 (Mỹ tương ứng là 75; 80,8).
- Tỷ lệ tử vong trẻ sơ sinh: 6,22 ca tử vong trên 1.000 trẻ em (Mỹ là 6,43).
- Tỷ lệ nhiễm HIV: dưới 0,1% (Mỹ: 0,6%).
- Số bác sĩ trên 1000 dân: 5,91 (Mỹ: 2,56).
- Số giường bệnh trên 10.000 dân: 49 (Mỹ: 33).
- 25.000 bác sĩ Cuba đang làm nhiệm vụ nhân đạo tại 68 quốc gia. Năm 2006, 1.800 bác sĩ từ 47 nước đang phát triển đã tốt nghiệp từ 21 trường y tế của Cuba. Mỗi năm có hơn 5.000 "khách du lịch sức khỏe" đi du lịch tới Cuba, tạo ra hơn 40 triệu USD cho nền kinh tế Cuba.
- Số bác sĩ được Fidel Castro gửi sang Mỹ để giúp đỡ các nạn nhân của cơn bão Katrina: 1.586

Chính phủ Cuba thường xuyên cử các đoàn y tế tới các khu vực có thiên tai, dịch bệnh trên thế giới (đặc biệt tại các nước nghèo) để hỗ trợ Kể từ khi Cuba cử một nhóm bác sĩ đến giúp Chile khắc phục hậu quả của một trận động đất năm 1960, đến nay Cuba này đã gửi hơn 135.000 nhân viên y tế đến nhiều nơi trên thế giới trong các sứ mệnh nhân đạo. "Ngoại giao y tế" tạo ra lợi ích sức khỏe và cải thiện quan hệ giữa các quốc gia là nền tảng của chính sách đối ngoại Cuba trong suốt hàng chục năm qua. Bên cạnh những giá trị về nhân đạo và tạo lập hình ảnh quốc gia, Cuba cũng được hưởng lợi kinh tế từ chính sách "ngoại giao y tế". Cùng với các dịch vụ giáo dục, thể thao, việc cử các chuyên gia y tế ra nước ngoài làm việc đưa về cho Cuba khoảng 10 tỷ USD hàng năm, trở thành nguồn thu nhập quan trọng nhất đối với hòn đảo này.
Ngày 1 tháng 7 năm 2015, Tổ chức Y tế Thế giới (WHO) chính thức xác nhận Cuba trở thành quốc gia đầu tiên đã thành công trong việc ngăn chặn virus HIV truyền từ mẹ sang con. Theo Giám đốc WHO Margaret Chan, thành công của Cuba là một trong những thành tựu quan trọng nhất của hệ thống y tế toàn cầu, là chiến thắng y học rất vĩ đại của nhân loại trong cuộc chiến lâu dài với HIV/AIDS. Một trong những yếu tố quan trọng là nhờ vào hệ thống chăm sóc y tế quốc gia toàn diện tập trung vào sức khỏe sản phụ. Tại Cuba có đến 99% bà mẹ mang thai và 100% các bé sơ sinh từ mẹ bị HIV đều được điều trị thuốc ngăn chặn phơi nhiễm HIV và các loại thuốc này miễn phí hoàn toàn cho bệnh nhân, theo hướng dẫn của bác sĩ.
Một ký giả Việt Nam đã từng sang Cuba 4 lần từ năm 2006 đến 2014; cũng đã được làm việc với lãnh đạo Bộ Kinh tế Cuba; Bộ Nội vụ Cuba, đã nhận xét:
Quả thật, tôi cũng xin phép được nhắc lại câu của Đại sứ Lê Quảng Ba nếu như nói về Cuba: "Bao giờ ta có thể làm được như họ?!".
Bấy lâu nay, thế giới và cả Việt Nam nữa – cũng không hiểu Cuba. Rất nhiều lời nhận xét về Cuba là xuất phát từ những kẻ trọc phú lắm tiền. Nói nôm na là họ coi cái gì ở Cuba cũng kém, cũng xấu. Nhưng họ không biết rằng, ở Cuba, có những điều mà ít nhất 2/3 dân số Việt Nam đang nằm mơ cũng không được như vậy.
Tất cả trẻ em Cuba đều được giáo dục miễn phí ngay từ mẫu giáo lớn (5 tuổi) cho đến khi tốt nghiệp đại học hoặc học lên đến tiến sĩ... Tất cả người dân Cuba đều được khám, chữa bệnh miễn phí và được dùng những loại thuốc tốt nhất có thể... Tất cả người dân, trẻ em Cuba đều được uống sữa tươi miễn phí... Rồi nữa, giáo dục của Cuba được xếp vào hàng tiên tiến nhất thế giới, ngang với Đan Mạch. Y tế Cuba thì đứng vào hàng đầu và họ đã chế ra được vắc-xin phòng chống bệnh ung thư và nhiều loại thuốc đặc biệt khác. Thể thao Cuba thì cũng đứng vào hàng thứ 14, 15 trên thế giới.
Còn về trật tự xã hội thì quả thực đó là một thiên đường cho sự ngăn nắp, nề nếp, văn minh và sự tôn trọng các quy tắc trật tự đô thị, bảo vệ môi trường.
Đúng là người dân Cuba còn thiếu thốn bởi lệnh cấm vận dã man của Mỹ. Nhưng trong phạm vi có thể, Chính phủ Cuba đã lo cho trẻ em và người già hết mức. Đấy chính là bản chất tốt đẹp của chế độ xã hội chủ nghĩa.
Những kẻ trọc phú sẽ không bao giờ nhìn thấy những điều đó bởi họ quen đến những nơi có tiền là có thể mua tất cả. Nhưng họ lại không nghĩ rằng, có những điều trong cuộc sống con người ta mà có tiền cũng chẳng thể mua được: Đó là sự hạnh phúc, bình an... Mà cũng phải nói thêm rằng, bình quân thu nhập theo đầu người của Cuba còn cao gấp 3 lần người Việt Nam. Và Cuba đã dành 54% tổng thu nhập quốc gia cho giáo dục và y tế.
Cuba thời Fidel Castro đã tham gia vào 17 cuộc cách mạng châu Phi, giành được chiến thắng vĩ đại ở Angola và tạo hiệu ứng suốt miền nam châu Phi. Những hình ảnh từ chuyến thăm Cuba của Nelson Mandela đến gặp Fidel Castro vào năm 1991, ngay sau khi rời khỏi nhà tù sau 27 năm, vẫn hình ảnh mang tính biểu tượng của lòng biết ơn tới Cuba đóng góp cho phong trào giải phóng ở các bộ phận khác nhau của châu Phi. Fidel từng nói "Angola rất giàu tài nguyên thiên nhiên. Một số đế quốc tự hỏi tại sao chúng tôi giúp người dân Angola, nhằm đạt những lợi ích gì. Chúng tôi không nhằm bất kỳ lợi ích vật chất nào cả, mà chúng tôi đang thực hiện nghĩa vụ quốc tế cao cả" (sau này khi Fidel mất, Angola đã để quốc tang cho ông).
Hình ảnh minh họa ấn tượng nhất của sự cống hiến của ông cho cuộc tranh đấu của châu Phi là can thiệp của ông ở Namibia và Angola chống lại chế độ phân biệt chủng tộc ở Nam Phi được sự ủng hộ của Mỹ và các cường quốc thực dân Tây Âu khác nhằm khai thác và thống trị của châu lục này. Sự trợ giúp của Fidel cho các nước châu Phi vẫn tiếp tục cho đến nay. Minh chứng đậm nét là sự hỗ trợ hào phóng của Cuba trong cuộc chiến chống lại đại dịch Ebola cho các nước Tây Phi vào năm 2014. Sau khi Namibia độc lập, Castro gửi giáo viên Cuba, kỹ sư và bác sĩ y khoa Cuba đến để giúp tái thiết Namibia và cho đến ngày nay người dân Namibia vẫn được hưởng sự chăm sóc và tư vấn của các bác sĩ Cuba ở đây, nhờ vào lòng hảo tâm và tầm nhìn xa rộng lớn của Castro.. Sau chiến tranh, khi Angola không đủ khả năng trả nợ cho Cuba, Fidel từng nói "Chúng tôi làm Cách mạng không phải để các bạn trả tiền". Hơn 42% nhân viên y tế tại Angola là người Cuba, nhiều người quyết định ở lại sau chiến tranh. Fidel Castro được Ban lãnh đạo Liên đoàn phụ nữ dân chủ thế giới (FDIM) phong tặng là "Công dân Toàn cầu" vào ngày 5 tháng 12 năm 2006.

## Hình ảnh đại chúng
– Wayne S. Smith, US Interests Section in Havana Chief from 1979 to 1982, in 2007.

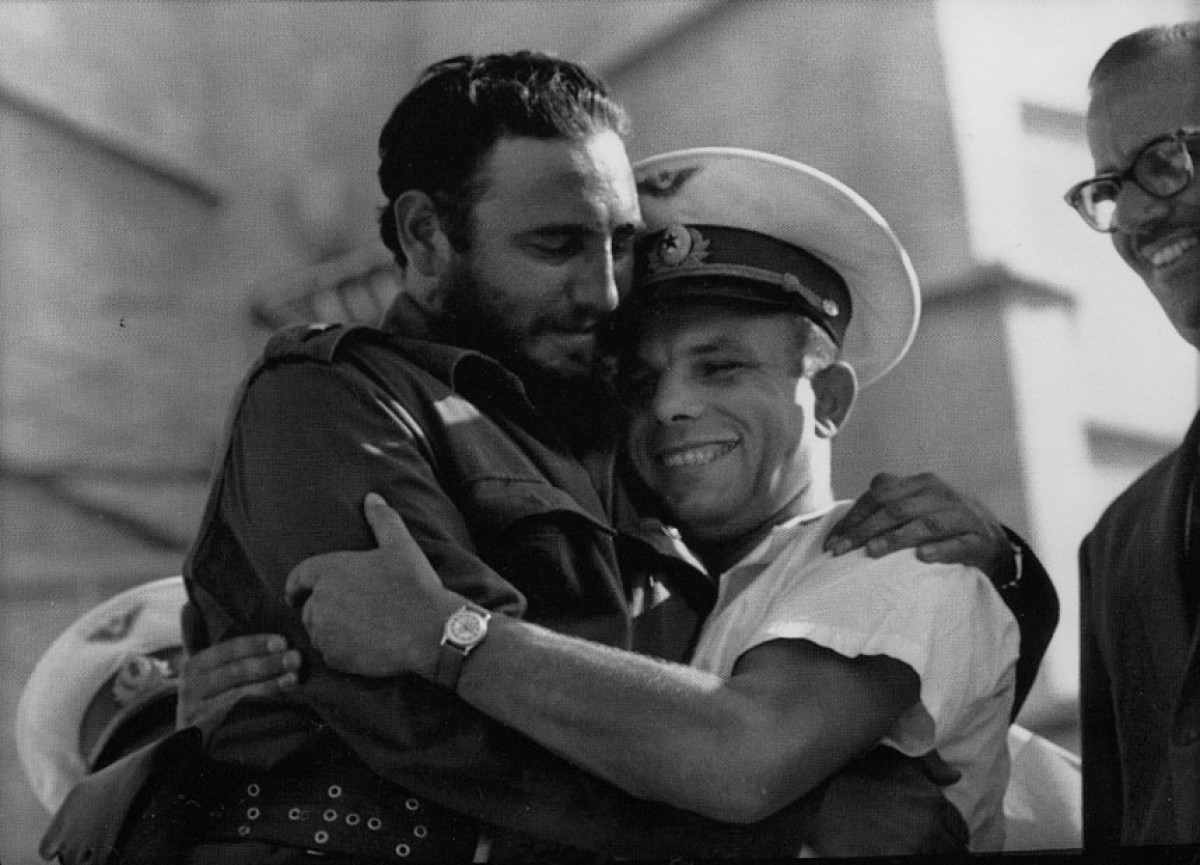
Fidel Castro (trái) ôm nhà du hành vũ trụ người Liên Xô Yuri Gagarin.

Trong lịch sử hiện đại, Fidel Castro là một nhà lãnh đạo nhận được những nhận định mâu thuẫn. Truyền thông phương Tây miêu tả ông là một nhà độc tài và thời gian cầm quyền của ông là dài nhất trong lịch sử Mỹ Latinh hiện đại., tổ chức theo dõi nhân quyền Hoa Kỳ buộc tội ông tạo ra một "bộ máy đàn áp". Tổ chức Ân xá Quốc tế (Hoa Kỳ) thì mô tả ông là "một nhà lãnh đạo tiến bộ nhưng có nhiều khiếm khuyết", theo đó Fidel cần được "hoan nghênh" với những "cải tiến đáng kể" của chính quyền đối với y tế và giáo dục, nhưng đồng thời tổ chức này cũng chỉ trích ông vì cho rằng ông đã đàn áp quyền tự do của con người. Tuy nhiên, nhân dân Cuba xem ông là một vị anh hùng, người đã thực hiện cuộc cách mạng và đấu tranh vì nền độc lập của đất nước Cuba. Họ gọi ông là "Fidel vô cùng yêu mến" và tôn vinh "sự nhạy cảm đặc biệt của ông đối với những người khác" cùng với "tinh thần chiến đấu không mệt mỏi vì lý tưởng"..
Nhà viết tiểu sử Leycester Coltman mô tả ông là "người nhiệt huyết, làm việc chăm chỉ, tận tâm, trung thành... rộng lượng và hào hùng" nhưng cần chú ý rằng ông sẽ không tha thứ cho kẻ thù. Ông khẳng định, Castro "luôn luôn có một cảm giác quan tâm và hài hước" nhưng có thể sẽ có "cơn thịnh nộ dữ dội nếu ông nghĩ rằng mình đã bị lăng nhục" Nhà viết tiểu sử Peter Bourne ghi nhận Fidel có thái độ quan tâm đặc biệt với nhân dân, ông coi họ "như những thành viên trong đại gia đình khổng lồ của mình" Nhà sử học Alex Von Tunzelmann nhận xét "mặc dù độc đoán, Castro là một người yêu nước, một người đàn ông với ý thức sâu sắc về nhiệm vụ cứu vớt nhân dân Cuba".
Sử gia và nhà báo Richard Gott coi Castro là "một trong những nhân vật chính trị khác thường nhất của thế kỷ 20", ghi nhận Castro đã trở thành một "anh hùng thế giới theo khuôn mẫu của Garibaldi" với mọi người trên khắp thế giới đang nỗ lực chống lại chủ nghĩa đế quốc Ông đã được trao tặng nhiều giải thưởng danh dự của Chính phủ các nước, và đã được xem là nguồn cảm hứng cho nhiều nhà lãnh đạo nước ngoài như Ahmed Ben Bella và Nelson Mandela, người sau đó trao tặng ông giải thưởng dân sự cao nhất của Nam Phi cho người nước ngoài, Huân chương Hảo Vọng
Đối với những cáo buộc từ phương Tây rằng ông là nhà độc tài, Fidel Castro tuyên bố rằng nhà nước đôi khi phải hạn chế quyền tự do của một số cá nhân để bảo vệ các quyền lợi của tập thể người dân như quyền được lao động, giáo dục, chăm sóc sức khỏe và y tế miễn phí. Bourne Castro ghi nhận rằng tầm ảnh hưởng mạnh mẽ của Castro ở Cuba hoàn toàn là từ những giá trị của bản thân con người ông. Bourne lưu ý rằng rất hiếm có một quốc gia và một dân tộc hoàn toàn ủng hộ bởi "nhân cách từ một con người" như đối với Fidel.

## Đời sống riêng
Những chi tiết về cuộc sống riêng tư của Castro, đặc biệt mà có dính líu tới những thành viên trong gia đình, ít được biết, bởi vì báo chí nhà nước bị cấm đề cập tới. Với người vợ đầu tiên, bà Mirta Díaz-Balart (Con gái Bộ trưởng Nội vụ lúc đó), mà ông cưới vào ngày 11 tháng 10 năm 1948, Castro có một người con trai tên Fidel Ángel "Fidelito" Castro Díaz-Balart, sinh ngày 1 tháng 9 năm 1949. Díaz-Balart và Castro ly dị trong năm 1955, sau đó bà cưới Emilio Núñez Blanco. Sau một thời gian cư trú ở Madrid, Díaz-Balart đã trở về La Habana để sống với Fidelito và gia đình ông. Fidelito lớn lên ở Cuba; có một thời, ông làm Chủ tịch Ủy ban Năng lực nguyên tử Cuba nhưng sau đó bị cách chức bởi chính cha mình.
Ngoài ra, Fidel có năm người con trai khác với người vợ thứ hai, Dalia Soto del Valle: Antonio, Alejandro, Alexis, Alexander "Alex" and Ángel Castro Soto del Valle. Trong khi Fidel ở với Mirta, ông đã ngoại tình với Natalia "Naty" Revuelta Clews, sinh ở La Habana vào năm 1925 và đã làm đám cưới với Orlando Fernández, đẻ ra một người con gái tên Alina Fernández. Alina rời khỏi Cuba vào năm 1993, hóa trang làm một du khách người Tây Ban Nha, và xin tị nạn ở Hoa Kỳ. Bà đã chỉ trích chính sách của cha mình. Với một phụ nữ khác không được biết tên, ông có một người con trai khác, tên Jorge Ángel Castro. Fidel còn có một người con gái khác, Francisca Pupo (sanh năm 1953) kết quả của một cuộc tình một đêm. Pupo và chồng bà bây giờ sống ở Miami. Người viết tiểu sử về Castro, ông Robert E. Quirk ghi nhận là trong suốt cuộc đời, Fidel thường có quan hệ tình một đêm với các người đàn bà khác vì ông "không có khả năng để duy trì một quan hệ yêu đương lâu dài với bất cứ người phụ nữ nào."
Em gái của ông, bà Juanita Castro, từng là một nhân viên tình báo Mỹ (CIA) hoạt động chống lại chính anh em trai mình trước khi chuyển sang sống ở Hoa Kỳ ngay từ đầu thập niên 1960. Khi bà đi tỵ nạn, đã nói là "Tôi không thể hờ hững với những gì đang xảy ra trên đất nước tôi. Hai anh em của tôi, Fidel và Raúl đã biến nước tôi thành một nhà tù khổng lồ được bao quanh bởi biển cả. Người dân đang bị trói buộc và hành hạ bởi chủ nghĩa cộng sản quốc tế."
Báo RFI dẫn lời sĩ quan cận vệ Juan Reinaldo Sanchez, người đã chạy sang Mỹ lưu vong năm 2008, trong quyển sách "La Vie cachée de Fidel Castro" đã cáo buộc: "Cả cuộc đời, Fidel Castro khẳng định ông không có tài sản, chỉ có một chiếc lều câu cá. Thực tế, căn lều của lãnh đạo Cuba là một hệ thống biệt thự sang trọng, huy động những phương tiện hậu cần khổng lồ, chiếm trọn đảo Cayo Piedra mà giới lãnh đạo xã hội chủ nghĩa thường sang thăm Cuba ít ai biết." Tuy nhiên, các nhà báo quốc tế từng tới phỏng vấn Fidel tại nhà ông đã bác bỏ thông tin này và cho biết: mặc dù được cung cấp thực phẩm và chăm sóc y tế tốt, Fidel không hề sống một cuộc sống xa hoa.
Năm 2006, tạp chí Forbes từng ghi nhận Fidel có tài sản 900 triệu USD, tuy nhiên tạp chí này cũng thừa nhận ước tính này mang tính cảm quan hơn là khoa học. Sau đó, Fidel Castro đã giận dữ xuất hiện trên truyền hình để bác bỏ tuyên bố của tạp chí Forbes, gọi đó là "sự vu khống lố bịch". Chủ tịch Fidel Castro còn tuyên bố sẽ từ chức nếu Forbes chứng minh được ông có tài sản gửi ở nước ngoài, dù đó chỉ là 1 USD. Thống đốc Ngân hàng Trung ương Cuba Francisco Soberon cho rằng, Cơ quan Tình báo Mỹ đứng đằng sau thông tin trên tạp chí Forbes với mục đích bôi nhọ Fidel Castro. Tháng 5 năm 2006, nhà báo Mỹ George Galloway đã xuất hiện trên truyền hình Cuba để bảo vệ Castro. Ông nói: "Những người dân Cuba là những người duy nhất trên thế giới có một nhà lãnh đạo có thể nói rằng ông ta không có một đồng đôla riêng của mình."
Đại tá Hồ Văn A nhớ lại chuyến thăm Việt Nam năm 1973, Chủ tịch Fidel Castro khi tới Quảng Bình, thấy một dân công nữ bị ngất đã cho dừng xe, lệnh cho Đại sứ quán Cuba tại Việt Nam lấy xe chở đi cấp cứu. Ngay sau đó, Fidel đã gọi điện về nước và yêu cầu sớm xúc tiến việc xây dựng một bệnh viện ngay tại khu vực này. Chỉ một thời gian ngắn, Bệnh viện Hữu nghị Việt Nam - Cuba đã ra đời ngay tại Đồng Hới, Quảng Bình. Khi về nước, Fidel vẫn nhớ tới người nữ dân công và đã gửi thuốc cùng danh thiếp kỷ niệm sang cho chị. Nhiều nhân chứng ngày ấy vẫn nhớ hình ảnh Fidel vóc dáng to lớn, mặc bộ quân phục màu xanh nhưng cử chỉ lại gần gũi đến bất ngờ.
Fidel Castro nổi tiếng với giờ làm việc bận rộn, ông thường chỉ ngủ 3 hay 4 giờ mỗi ngày Ông có một trí nhớ "phi thường", các bài phát biểu Castro thường trích dẫn các báo cáo và những cuốn sách ông đã đọc, ông có thể diễn thuyết về một chủ đề trong suốt nhiều giờ trước đám đông mà không cần tài liệu kèm theo Ngay từ nhỏ, ông đã đam mê các loại vũ khí, nhất là súng và ưa thích cuộc sống ở vùng nông thôn ngoại ô thành phố.
Nói về động lực của đời mình, Fidel phát biểu: 
| “              | Tôi đã bắt đầu cuộc cách mạng khi chỉ có 82 người theo mình. Nếu tôi phải bắt đầu lại, tôi chỉ cần 15 người hoặc thậm chí chỉ 10 người. 10 người và một niềm tin tuyệt đối. Không quan trọng là ta có bao nhiêu người, quan trọng là phải có niềm tin và phải có một kế hoạch mạch lạc. Đất nước của chúng tôi - đó phải là một thiên đường theo đúng ý nghĩa tinh thần của từ này. Tôi đã nhiều lần nói, thà chết trong thiên đường chứ không cần sống sót trong địa ngục. Cách mạng - đó không phải là cái giường rải đầy cánh hoa hồng. Đó là cuộc đấu tranh một mất một còn giữa quá khứ và tương lai." | ” |
| — Fidel Castro | |   |

## Các vụ ám sát nhằm vào Fidel Castro
Ủy ban Giáo hội tuyên bố đã tìm ra ít nhất tám nỗ lực của tình báo Mỹ (CIA) nhằm ám sát Fidel Castro trong giai đoạn 1960-1965. Fabian Escalante, nguyên giám đốc đã nghỉ hưu của cơ quan phản gián Cuba, người được giao nhiệm vụ bảo vệ Fidel Castro, ước tính số lượng các chương trình ám sát hoặc nỗ lực ám sát của Cơ quan tình báo Trung ương Mỹ nhắm vào Fidel là 638 (tính tới 2006). Các nỗ lực ám sát rất đa dạng, bao gồm xì gà tẩm độc tố hoặc tẩm thuốc nổ, bút bi chứa một ống tiêm tẩm chất độc chết người, thuê mafia ám sát, và cả tẩm độc vào sứa biển... Một số âm mưu đã được miêu tả trong một bộ phim tài liệu với tựa đề 638 cách để giết Castro phát sóng vào năm 2006 bởi Channel 4 - kênh truyền hình dịch vụ công cộng của Anh.
Castro từng nói đùa: "Nếu sống sót sau các vụ ám sát cũng được trao huy chương Olympic, thì tôi nhất định sẽ giành được huy chương vàng."

## Qua đời và tưởng niệm
| “ | Tổng tư lệnh cách mạng Cuba - Fidel Castro qua đời lúc 22h29 ngày 25 tháng 11 năm 2016 giờ Cuba", Chủ tịch Cuba Raul Castro thông báo trên truyền hình quốc gia Cuba. | ” |

Ngoài Cuba, 11 quốc gia khác cũng tuyên bố quốc tang để tưởng niệm ông: Bolivia (7 ngày) Algérie (8 ngày) Nicaragua (9 ngày) Cộng hòa Dân chủ Nhân dân Triều Tiên (3 ngày) Guinea Xích Đạo (3 ngày) Venezuela (3 ngày), Uruguay (1 ngày) và Việt Nam (1 ngày), Namibia để tang 3 ngày , Angola để tang 1 ngày, và Dominica. Tại tang lễ ở Cuba, 70 nước đã cử lãnh đạo chính phủ đến viếng ông.
- Cựu Tổng Thư ký Liên Hợp Quốc Ban Ki-moon nói từ Ashgabat, Turkmenistan: "Tại thời điểm này của quốc tang, tôi cam kết sự ủng hộ của Liên Hợp Quốc để làm việc cùng với người dân của hòn đảo Cuba. Với sự lãnh đạo của cựu Chủ tịch Castro, Cuba đã tiến bộ không ngừng trong các lĩnh vực giáo dục và chăm sóc sức khỏe. Tôi hy vọng Cuba sẽ tiếp tục tiến trên con đường cải cách và thịnh vượng hơn. Fidel để lại một dấu ấn lớn trên đất nước của ông và về chính trị toàn cầu. Lý tưởng cách mạng của ông để lại vài tranh luận. Ông là một tiếng nói mạnh mẽ cho công bằng xã hội trong các cuộc thảo luận toàn cầu tại Đại hội đồng Liên hợp quốc và các diễn đàn quốc tế và khu vực."
- Cựu Tổng thư ký Liên Hiệp quốc Kofi Annan nói: "Hôm nay tôi thương tiếc cho sự mất mát của một người bạn, cố lãnh đạo Cuba Fidel Castro. Đảm bảo các phúc lợi cho nhân dân Cuba và sự độc lập của đất nước là định hướng chính trong suy nghĩ của Fidel Castro và nhiều hành động của Ngài. Cho dù ai đó có đồng ý với quan điểm chính trị của ông hay không, Fidel Castro vẫn là một trong những lãnh đạo đáng chú ý của Mỹ Latinh. Trong cuộc đời lâu dài của mình, ông đã vượt qua vô số nghịch cảnh, dù ông có thể chọn vô số con đường khác dễ dàng và thoải mái. Tôi đã gặp Fidel Castro nhiều lần trong những năm qua và đánh giá cao trí tuệ phi thường, đầu óc sắc bén của ông, và khả năng của ông để tham gia vào các cuộc đối thoại mang tính xây dựng. Vĩnh biệt Fidel!"[89]

Tổng thống Nga Vladimir Putin mô tả Castro là "một người bạn chân thành và đáng tin cậy của Nga" và là một "biểu tượng thời đại". Thủ tướng Ấn Độ Narendra Modi gọi ông là "một trong những nhân vật mang tính biểu tượng nhất của thế kỷ 20" và là một "người bạn tuyệt vời", trong khi Tổng thống Nam Phi Jacob Zuma ca ngợi Castro vì đã giúp đỡ người Nam Phi da đen trong cuộc đấu tranh chống phân biệt chủng tộc . Bộ trưởng ngoại giao Tây Ban Nha gửi lời chia buồn: "Một con người có tầm quan trọng lớn lao trong lịch sử đã không còn, một người đàn ông mang về một bước ngoặt trong tiến trình phát triển của đất nước và có ảnh hưởng lớn trong khu vực. Là con của cha mẹ người Tây Ban Nha, cựu Tổng thống Castro luôn duy trì mối liên kết chặt chẽ với Tây Ban Nha qua mối quan hệ máu mủ và văn hóa" .
Tổng thống Mỹ Barack Obama (người ủng hộ quá trình bình thường hóa quan hệ giữa 2 nước) cho rằng "lịch sử sẽ ghi nhớ tác động to lớn của con người đặc biệt này đến thế giới xung quanh mình" Ngược lại, Tổng thống Mỹ Donald Trump (người đảo ngược chính sách thân thiện của Obama) thì kịch liệt lên án Fidel, ông đã có bài tuyên bố nhân cái chết của Castro "Hôm nay, thế giới đánh dấu sự qua đời của một tên độc tài tàn nhẫn đã đàn áp chính người dân của mình trong gần 6 thập kỉ. Di sản của Fidel Castro là những cuộc hành quyết, bòn rút, khổ đau không tưởng, nghèo đói và sự đàn áp quyền con người. Trong khi Cuba vẫn còn là một hòn đảo phải sống dưới một chế độ độc tài toàn trị. Tôi hi vọng rằng ngày hôm nay đánh dấu một bước tiến xa khỏi sự kinh hoàng mà người Cuba đã phải chịu đựng trong một thời gian quá lâu, để hướng tới một tương lai mà nhân dân Cuba cuối cùng có thể được sống một cuộc sống tự do mà họ vô cùng xứng đáng.". Nhiều người Cuba lưu vong ở Miami (Mỹ) cũng đã tổ chức ăn mừng trên đường phố ngay sau khi nhận được tin Castro qua đời .

## Huân chương và danh hiệu
Tính tới 2010, Fidel đã được trao tặng 50 huân chương và danh hiệu các loại từ hơn 40 quốc gia trên thế giới:
- Anh hùng Liên Xô[97]
- Huân chương Lenin, 3 lần[98] 1972;[99] 1986 "vì những đóng góp cho tình hữu nghị giữa Liên Xô và Cuba".[100]
- Giải thưởng hòa bình Lenin (Liên Xô, 1961)
- Huân chương kỷ niệm 30 năm chiến thắng Chiến tranh Vệ quốc vĩ đại 1941-1945 (Liên Xô, 1975)[101]
- Huân chương Cách mạng Tháng Mười (Liên Xô, 1976)[102]
- Ngôi sao Cộng hòa Indonesia, Cấp 4
- Ngôi sao du kích (Indonesia, 1960)
- Huân chương ngôi sao Romania, Cấp 1 (1972)[103]
- Huân chương Sư tử trắng, Cấp 1 (Czechoslovakia, 1972)[104]
- Huân chương Georgi Dimitrov (Bulgaria, 1972)[105]
- Chữ Thập lớn của Huân chương Polonia Restituta (1973)[106]
- Huân chương Dũng cảm (Libya) (1977)
- Huân chương Somali, Cấp 1 (1977)[107]
- Huân chương Jamaica (1977)[108]
- Huân chương công đức Jamaica[109]
- Cấp cao nhất Huân chương danh dự Ethiopia (1978)[110]
- Giải thưởng hòa bình Jorge Dimitrov (Bulgaria, 1980)[111]
- Huân chương Sao Vàng (Việt Nam, 1982)
- Anh hùng Cộng hòa Dân chủ Nhân dân Triều Tiên[112]
- Huân chương Quốc kỳ, cấp 1 (Triều Tiên, 1986)[112]
- Huân chương Karl Marx (Đông Đức)[113]
- Huân chương Đại bàng Aztec (Mexico, 1987)
- Huân chương vàng của Thượng viện Tây Ban Nha (1988)
- Huân chương Klement Gottwald (Czechoslovakia, 1989).[114]
- Huân chương Agostinho Neto (Angola, 1992)[115]
- Huân chương công đức Duarte, Sanchez và Mella, chữ thập vàng (Cộng hòa Dominican, 1998)[116]
- Huân chương Hảo Vọng, hạng nhất (Nam Phi, 1998)[117]
- Chữ thập Huân chương quốc gia Mali (1998)[118]
- Huân chương Hoàng tử Yaroslav xứ Wise (Ukraine, 2000), for medical assistance to victims of the Chernobyl disaster[119]
- Huân chương Độc lập của Qatar (15/9/2000)[120]
- Huân chương Cộng hòa Yemen (2000)[121]
- Huân chương giải phóng hạng nhất (Venezuela, October 2000)[122]
- Huân chương Agostura Congress (Venezuela, 2001)[123]
- Huân chương danh dự Quân Giải phóng Algeri (6/5/2001)[124]
- Huân chương Vương miện (Malaysia, 11/05/2001)[125]
- Huân chương Thành phố Buenos Aires (2003)[126]
- Huân chương lao động (Triều Tiên, 2006)[127]
- Huân chương Quốc kỳ cấp 1 (Triều Tiên, 2006) to "promote the reunification of the Korean peninsula and build socialism"[127]
- Huân chương Amilcar Cabral (Guinea xích đạo, 2007)[128]
- Kỷ niệm chương thể thao (Bộ thể thao Ecuador, 2007)[129]
- Huân chương Welwitschia Mirabilis cổ đại (Namibia, 2008) "vì những đóng góp cho sự nghiệp giải phóng nhân dân châu Phi"[130]
- Giải thưởng Ubuntu (Hội đồng di sản quốc gia Nam Phi, 2008) vì đã "dành trọn cuộc đời cho đoàn kết và đạo đức, nêu bật tầm quan trọng của các giá trị nhân bản và sự cống hiến cho nhân loại"[131]
- Huân chương danh dự Dominica (2008) vì những "đóng góp cho nền độc lập của Dominica"[132]
- Huân chương Omar Torrijos Herrera hạng nhất (Panama, 2009)[133]
- Huân chương Quetzal hạng nhất (2009) "nhằm tôn vinh hơn 17 triệu lượt khám và hơn 40.000 ca phẫu thuật được thực hiện bởi các bác sĩ Cuba vì lợi ích của người dân Guatemala"[134]
- Huân chương O. R. Tambo hạng Vàng của Nam Phi "vì những đóng góp vào công cuộc xóa bỏ chủ nghĩa thực dân, phân biệt chủng tộc và bất bình đẳng trong xã hội loài người"[135]
- Huân chương Danh dự và Vinh quang (Giáo hội Chính thống giáo Nga, ngày 19 tháng 10 năm 2008) - vì những đóng góp cho việc tăng cường hợp tác giữa các tôn giáo.
- Huân chương Đại bàng Zambia, Cấp 1 (Zambia, 2009) "vì đã truyền cảm hứng cho những người đấu tranh vì phẩm giá và bình đẳng"[136]
- Huân chương Merit (Ukraine) hạng nhất (Ukraine, 2010) "vì những đóng góp quan trọng để khôi phục sức khỏe cho trẻ em vùng Chernobyl, sau tai nạn vào năm 1986"[137]
- Giải thưởng tướng Eloy Alfaro (Ecuador, May 2010) "cho những giá trị và phẩm chất đặc biệt"[138]
- Huân chương Đông Timor hạng nhất (2010) "vì những đóng góp của Cuba về y tế và giáo dục"[139]

## Biểu tượng công cộng
Theo nguyện vọng của cố lãnh đạo Fidel Castro Ruz, sau khi ông chết, không có trường học, bệnh viện, công trình công cộng nào được đặt tên ông. Tương tự như vậy, Cuba cũng không dựng tượng đài ông. Không có địa danh nào ở Cuba mang tên Fidel.

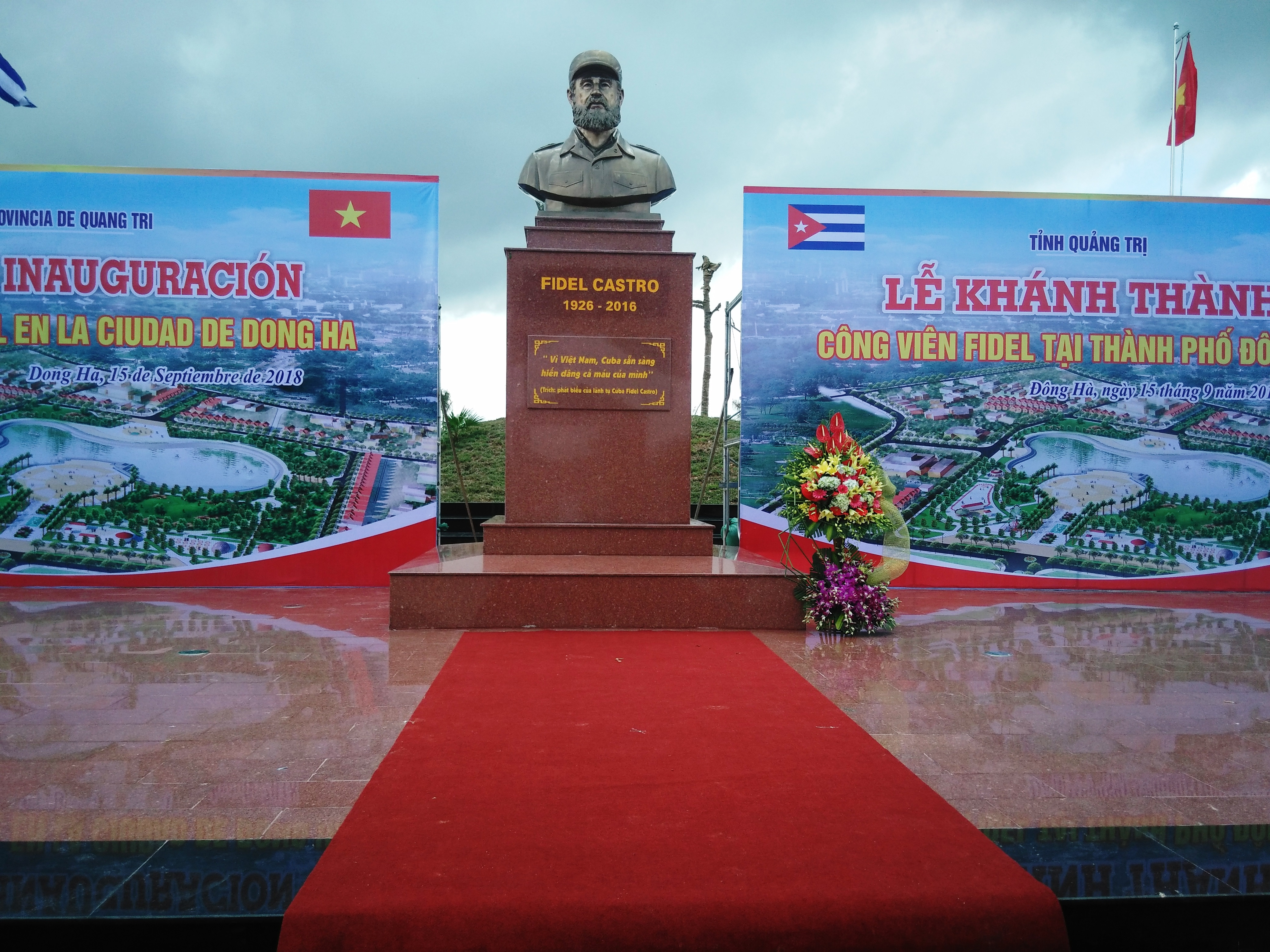
Công viên Fidel ở Đông Hà, khánh thành năm 2018

Tuy nhiên ở nhiều nước khác, nhiều đường phố, trường học, quảng trường... mang tên ông.
- Fidel Castro Street (Pretoria, Nam Phi);[141]
- Fidel Castro Street (Cape Town, South Africa);[142]
- Fidel Castro Street (Ladysmith, South Africa);[143]
- Fidel Castro Street (Klerksdorp, South Africa);[144]
- Fidel Castro Ruz House (of Departament of Health of Limpopo, South Africa);[145]
- Fidel Castro Street (Conakry, Guinea);[146]
- Fidel Castro Street (Windhoek, Namibia);[147][148]
- Fidel Castro School (Windhoek, Namibia);[149]
- Fidel Castro Secondary School (Wawi, Tanzania);[150]
- Escola Fidel Castro (Tombwa, Angola);[151]
- Escola Primária Nº 5001 Fidel Castro (Viana, Angola);[152]
- Escola Primária Fidel Castro (Xai-Xai, Mozambique);[153]
- Campus Fidel Castro (Montpelier, Jamaica);[154]
- Avenida Comandante Fidel Castro (Luanda, Angola);[155]
- Parque Fidel Castro (Oleiros, Galicia)[156] with statue of him.[157]
- Fidel Castro School in Katutura, Namibia
- Công viên Fidel (Quảng Trị, Việt Nam)[158]

## Những câu nói nổi tiếng

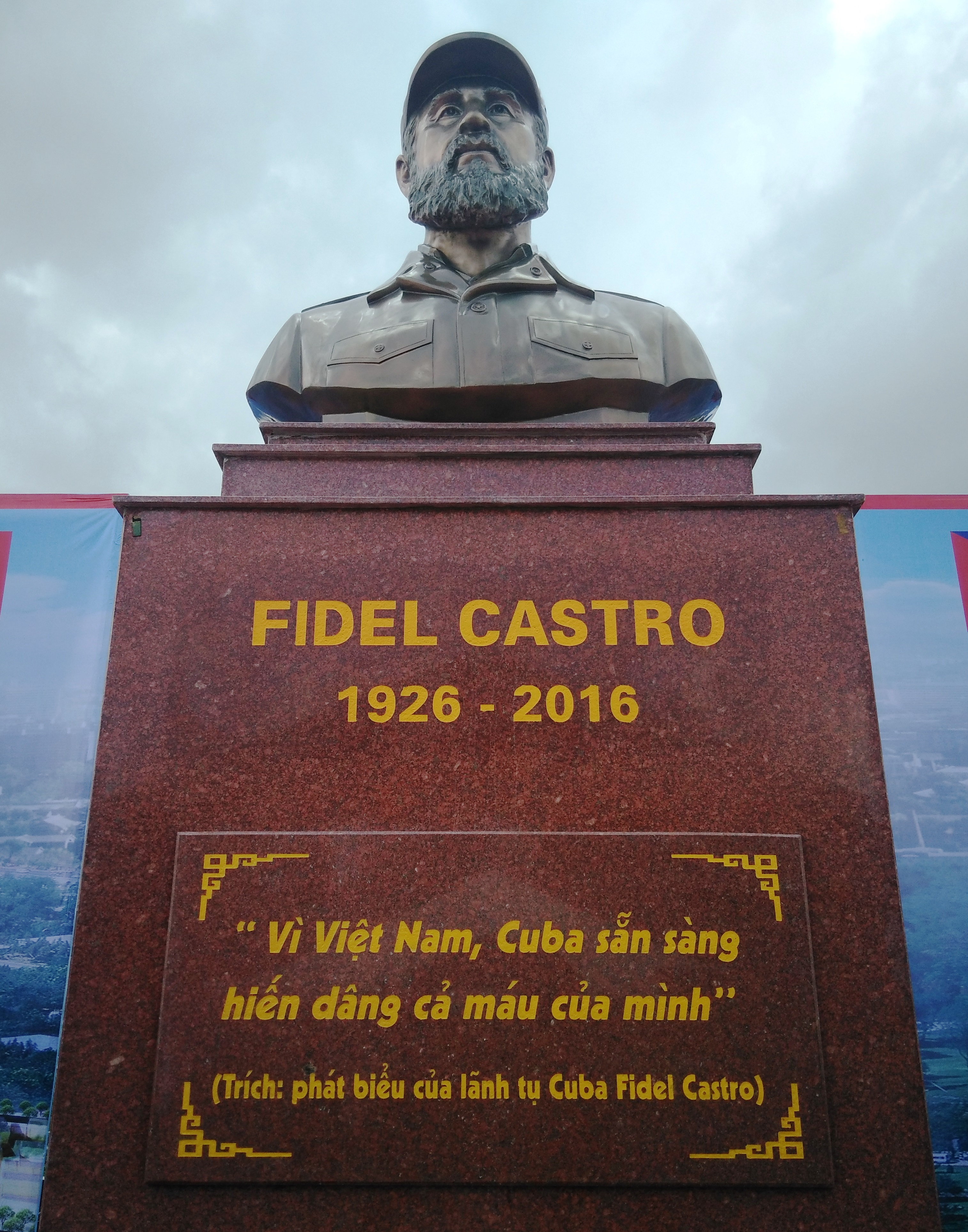
Bức tượng Fidel khắc dòng chữ: Vì Việt Nam, Cuba sẵn sàng hiến dâng cả máu của mình

| “                                                                                            | Vì Việt Nam, Cuba sẵn sàng hiến dâng cả máu của mình! | ” |
| — Trong cuộc mít tinh ngày 2 tháng 1 năm 1966 chào mừng lần thứ 7 Cách mạng Cuba thành công. |                                                       |   |

| “                                                   | Nhân dân Cuba sẵn sàng đổ đến giọt máu cuối cùng để kề vai chiến đấu cạnh người anh em Việt Nam | ” |
| — nói về cuộc Chiến tranh biên giới Việt–Trung 1979 |                                                                                                 |   |

| “                                                                          | Họ nói về sự thất bại của chủ nghĩa xã hội, nhưng sự thành công của chủ nghĩa tư bản ở Châu Phi, Châu Á và Nam Mỹ đang ở đâu? Thành công ở đâu khi nó (chủ nghĩa tư bản) đang tạo ra đói nghèo, bùng nổ dân số, chiến tranh và phá hủy sinh thái (tại các khu vực đó)? | ” |
| — Nhận xét về trào lưu phê phán chủ nghĩa xã hội sau sự sụp đổ của Liên Xô | |   |

| “ | Theo lẽ tự nhiên, tôi thù địch với bất cứ cái gì mang vẻ của sự sùng bái cá nhân, và như bạn thấy, như tôi đã nói với bạn ở Cuba không có bất cứ trường học, nhà máy, bệnh viện hay tòa nhà nào mang tên tôi...Tôi cũng không thích đặt cho tôi chức danh và vị thế, như "Chủ tịch Hội đồng Nhà nước và Bộ trưởng" hay "Bí thư thứ nhất của Đảng". Tôi có nhiều xung đột với người của tôi bởi vì tất cả những gì tôi không thích. Nhưng với tôi, may mắn thay, mọi người gọi tôi là Fidel. Và tôi là người đầu tiên khuyến khích tư duy phê phán..., và tôi đã chiến đấu không nhượng bộ mỗi biểu hiện của sự tôn sùng cá nhân hay thần thánh hóa. Các phương tiện truyền thông đại chúng, trong tay nhà nước, thường phục vụ để tuyên truyền. Chúng tôi muốn sử dụng các phương tiện để nâng cao trình độ văn hóa nói chung. | ” |